# Tyranneau de Lawrence
Oncostoma olivaceum
Espèce
Statut de conservation UICN

 LC  : Préoccupation mineure
Le Tyranneau de Lawrence (Oncostoma olivaceum), aussi appelé Bec-en-arc de Lawrence, est une espèce de passereau de la famille des Tyrannidae,. Il a été nommé en hommage à l'ornithologue américain George Newbold Lawrence.

## Distribution
Cet oiseau vit dans les zones tropicales de l'est du Panama et du nord de la Colombie (vers l'est jusqu'à la région de Santa Marta),,.